# 渡马乡 (永寿县)
渡马乡是中国陕西省咸阳市永寿县下辖的一个乡。

## 行政区划
渡马乡下辖以下行政区：
桐家山村、翟家山村、石泉村、郝家村、翟家村、唐家村、祁家村、下孙家村、周家村、霍村、对坡村、川湾村、上孙家村、高丰村、苟家坳村